# Дамян
Вижте пояснителната страница за други значения на Дамян.
Дамян е мъжко лично име от гръцки произход. Гръцката форма Δαμιανός произлиза от глагола δαμάω/-ώ, „усмирявам“. Името придобива популярност в християнския свят във връзка с почитането на Дамян, светец живял през III век и смятан за покровител на лекарите. Всеки, носещ името Дамян или Дамяна, празнува имен ден на 1 юли. Това е денят на Свети безсребърници Козма и Дамян според църковния календар.